# Hardin (Texas)
Hardin és una ciutat al Comtat de Liberty a l'estat de Texas. Segons el cens del 2000 tenia 755 habitants.

## Demografia
Segons el cens del 2000, Hardin tenia 755 habitants, 291 habitatges, i 219 famílies. La densitat de població era de 127,3 habitants per km².
Dels 291 habitatges en un 34,4% hi vivien nens de menys de 18 anys, en un 62,9% hi vivien parelles casades, en un 8,9% dones solteres, i en un 24,7% no eren unitats familiars. En el 22,7% dels habitatges hi vivien persones soles el 12,4% de les quals corresponia a persones de 65 anys o més que vivien soles. El nombre mitjà de persones vivint en cada habitatge era de 2,59 i el nombre mitjà de persones que vivien en cada família era de 3,03.
Per edats la població es repartia de la següent manera: un 26% tenia menys de 18 anys, un 9,1% entre 18 i 24, un 26% entre 25 i 44, un 24,6% de 45 a 60 i un 14,3% 65 anys o més.
L'edat mediana era de 38 anys. Per cada 100 dones de 18 o més anys hi havia 95,5 homes.
La renda mediana per habitatge era de 41.016 $ i la renda mediana per família de 47.500 $. Els homes tenien una renda mediana de 36.964 $ mentre que les dones 19.583 $. La renda per capita de la població era de 18.445 $. Aproximadament el 6,9% de les famílies i el 8,7% de la població estaven per davall del llindar de pobresa.

## Poblacions properes
El següent diagrama mostra les poblacions més properes.